# Brasserie La Rouget de Lisle
 (août 2024).
La brasserie La Rouget de Lisle est une brasserie artisanale française fondée en 1994, productrice de bière artisanale, whisky, sodas... à Bletterans dans le Jura en Bourgogne-Franche-Comté.
Elle est baptisée du nom du capitaine Claude Joseph Rouget de Lisle (1760-1836) habitant du village et compositeur de La Marseillaise en 1792.

## Historique

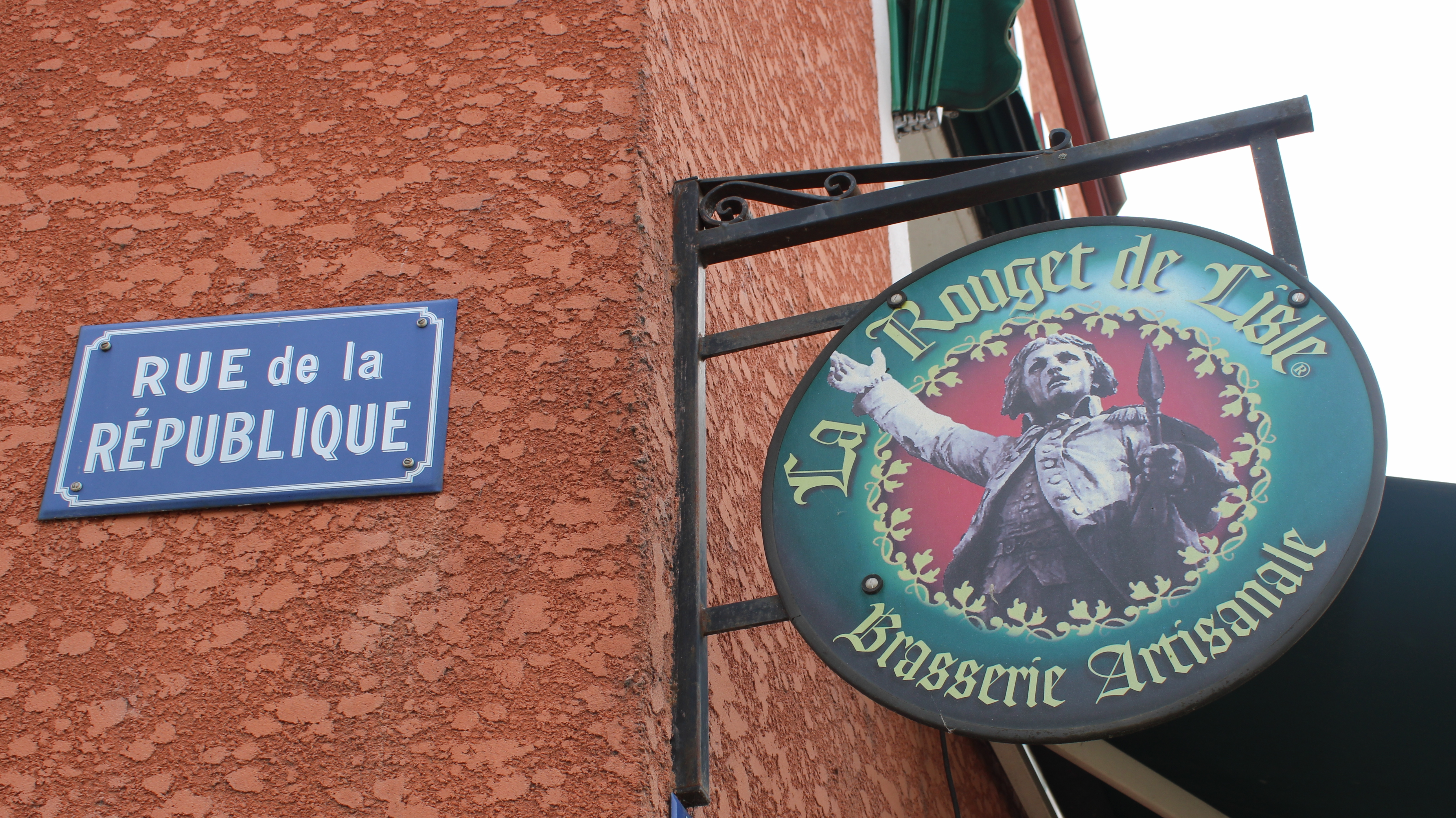
Publicité pour la Bière Rouget de l'Isle - Rue de la république à Champlitte.

En 1994, Bruno Mangin fait renaître les brasseries artisanales en Franche-Comté, région qui comptait 83 brasseries au début du XXe siècle. 

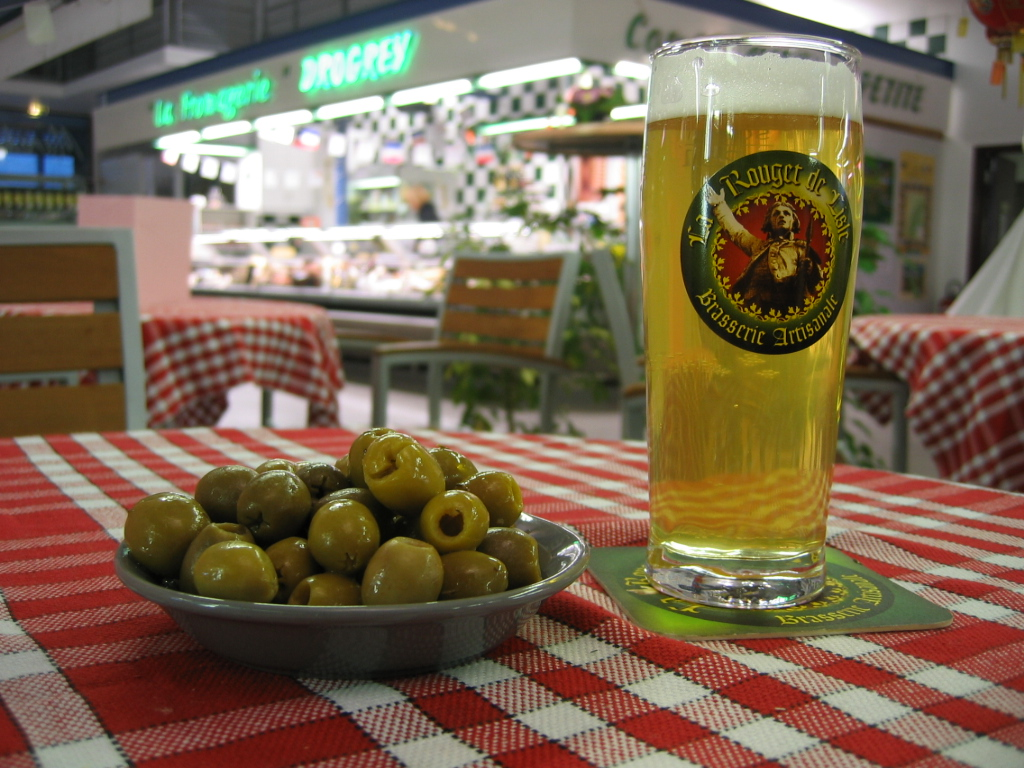
Rouget de Lisle (bière).
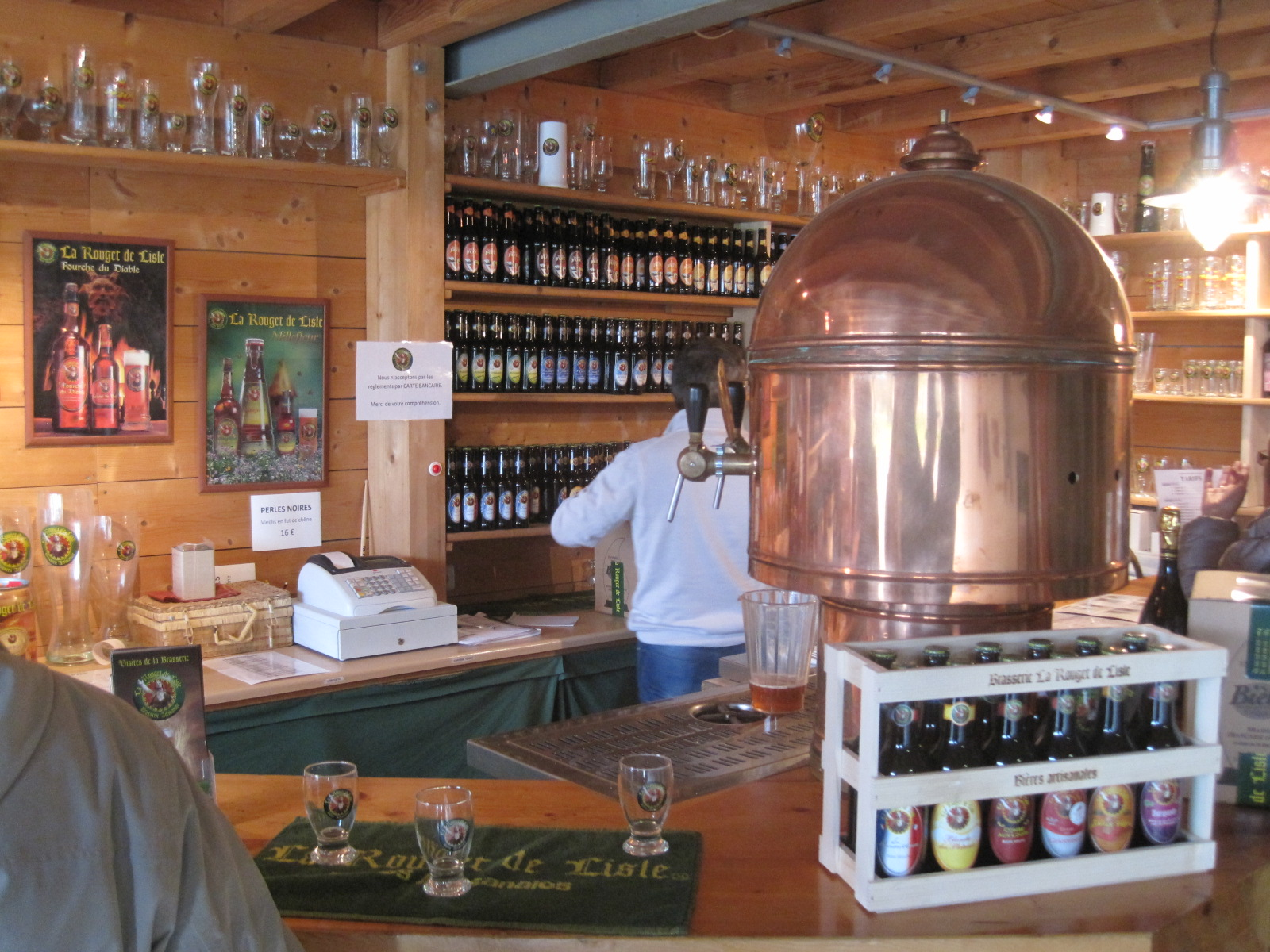
Dégustation en boutique.
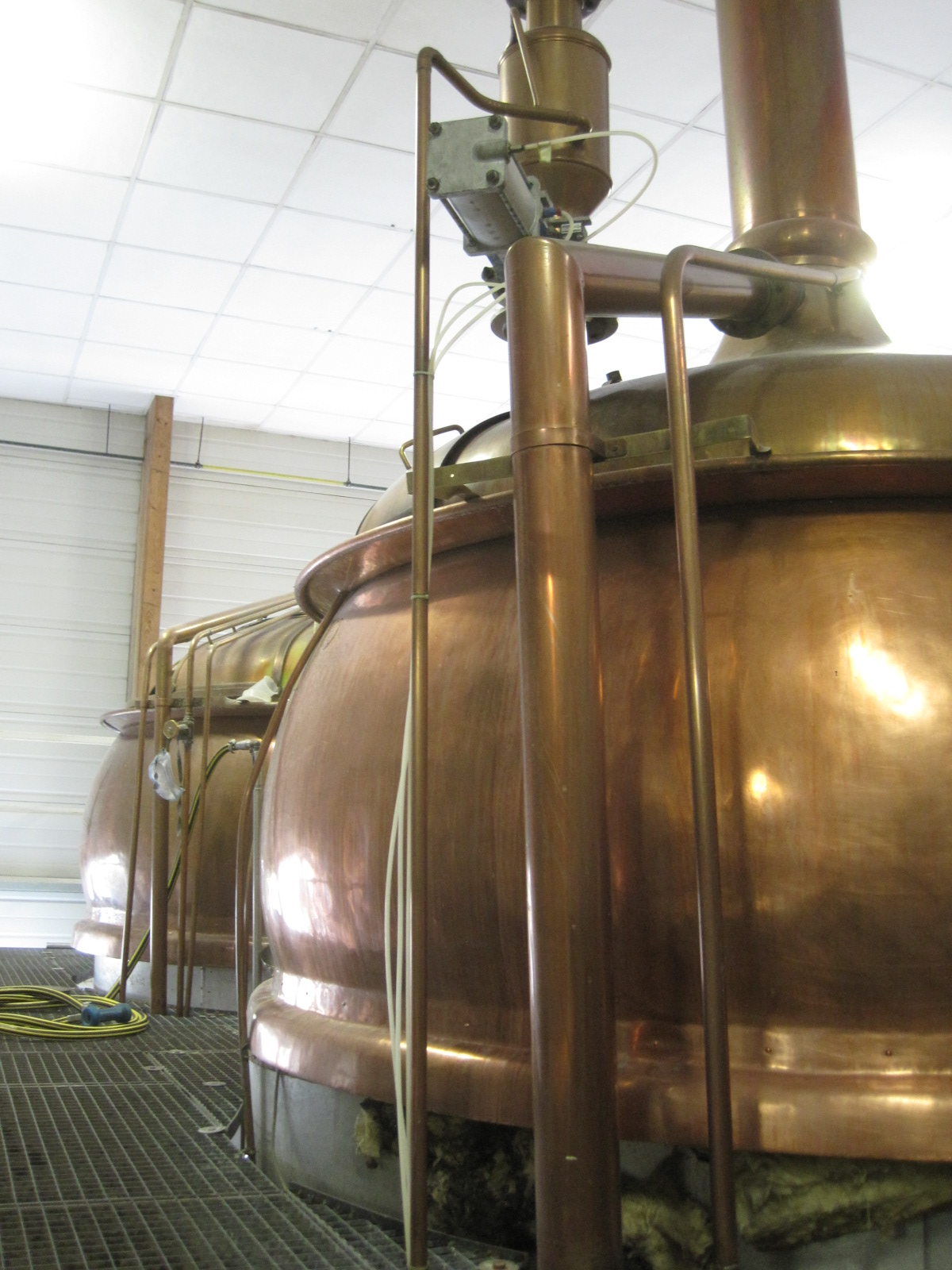
Brasserie avec cuve de fermentation en cuivre.
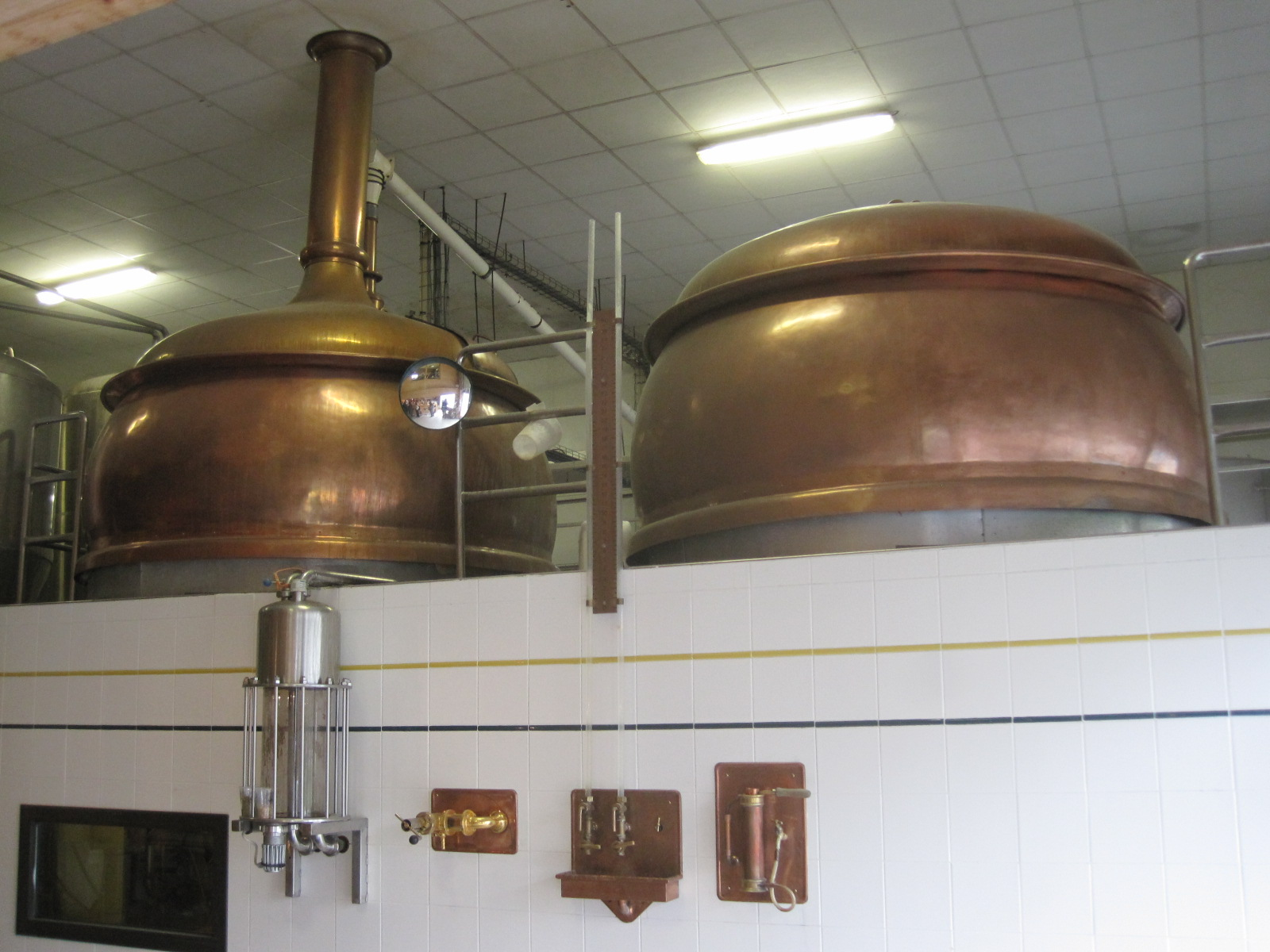
Brasserie avec cuve de fermentation en cuivre.

En 2002, il installe avec succès sa brasserie sur un ancien domaine de Claude Joseph Rouget de Lisle à Bletterans à 15 km au nord-ouest de Lons-le-Saunier. En 2019, 22 000 hectolitres de bières ont été produits sous la marque Rouget de L’Isle.
Malgré la forte période de récession due à la crise sanitaire de 2020-21, un investissement de 3 millions d'euros comprenant notamment 12 nouvelles cuves est prévu en 2021 tout en veillant à conserver une dimension artisanale.

## Boutique et production
- Whisky : Whisky Rouget de Lisle (vieilli en futs de vin de paille ou macvin ou vin jaune).
- Bières : Rouget de Lisle (bière), Blanche des Plateaux, Suc des Vosges, Bière de noël, Montbéliarde, Marseillaise, Printanière, Combe aux Loups,  Millefleur, Fourche du Diable, Grande Rivière, Cristal des Grandvaux, Griottines, Burgonde, Crin Blanc, Ventre Jaune, Vieux Tuyé.

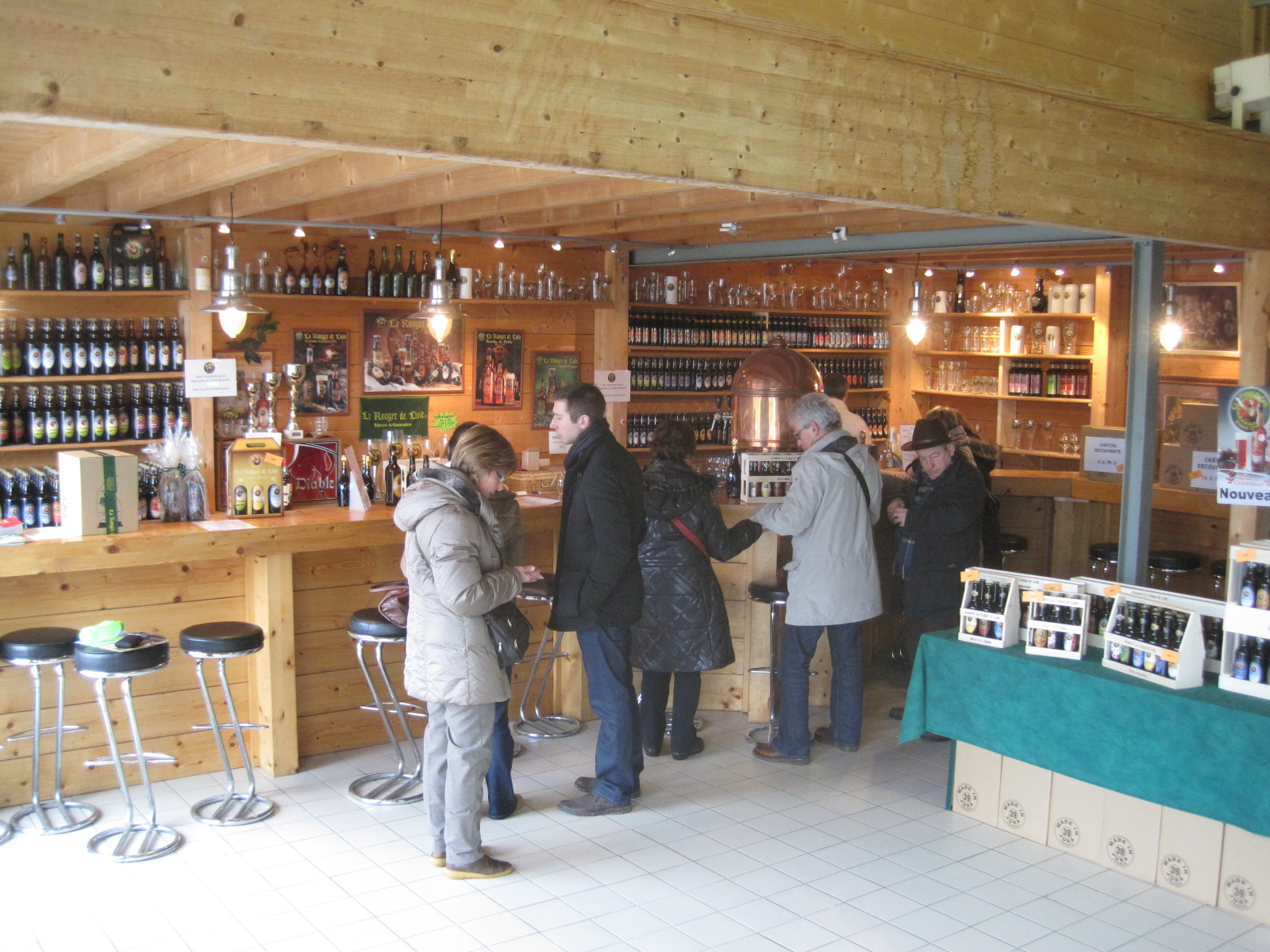
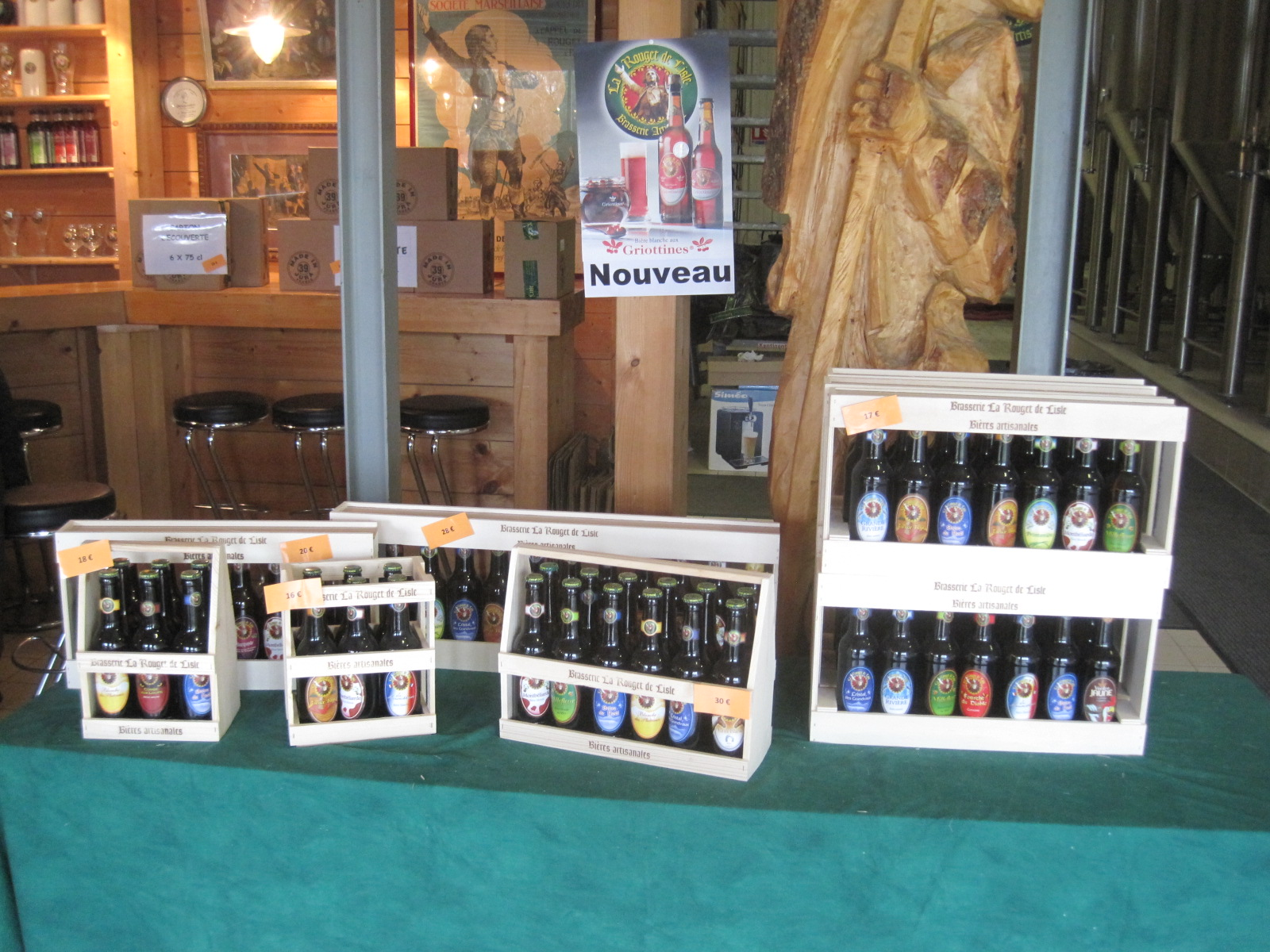
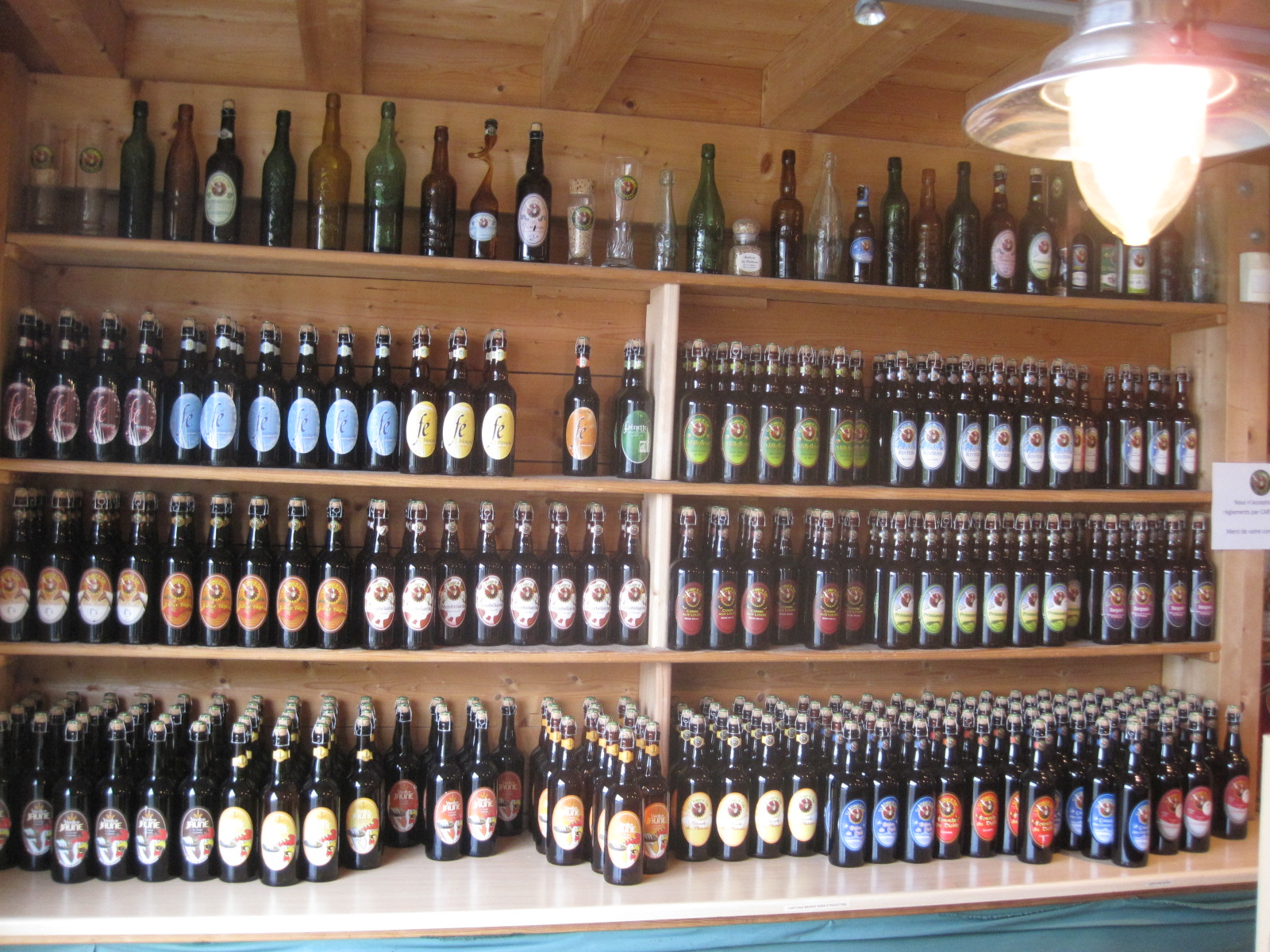

- Sodas : Jura-Cola, Jura-Lim.